# Розум

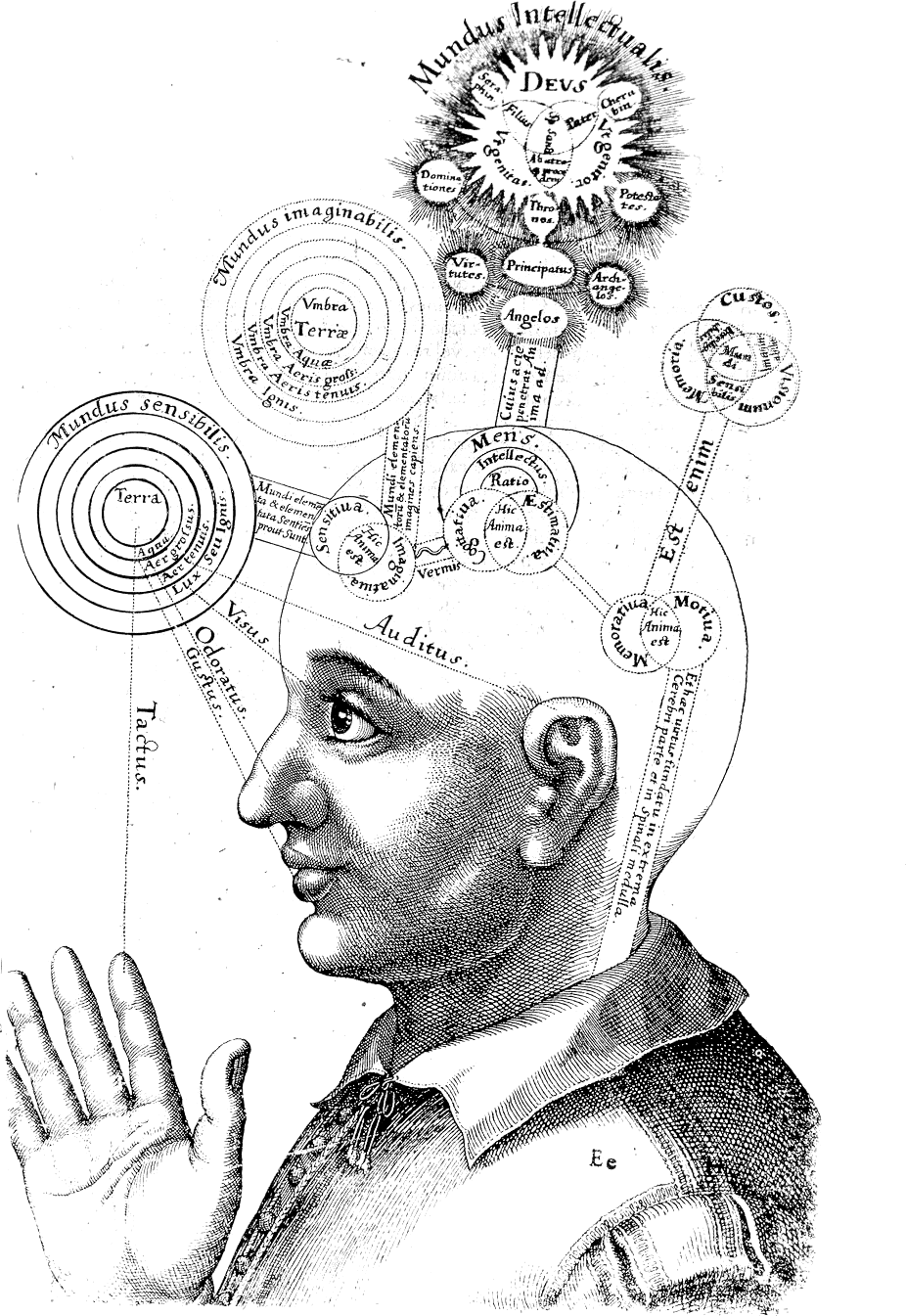
Гравюра з книги Роберта Фладда Utriusque cosmi maioris scilicet et minoris Metaphysica, physica atque technica Historia, 1617 рік

Ро́зум (лат. ratio; грец. νους) — сукупність пізнавальних та аналітичних здібностей людини, завдяки яким формується інтелект особистості. Не існує загальноприйнятого визначення, що саме є розумом, тому що у релігійних, філософських і наукових текстах це поняття сприймається по-різному, і у кожній з цих галузей існує довга традиція того чи іншого тлумачення.
Вивченням розуму займається когнітивістика.

## Генезис терміна
Хоча інші види іноді демонструють деякі з подібних функцій, слово зазвичай використовують у зв'язку з людиною. Слово розум має архаїчний еквівалент ум.
У синодальному перекладі Біблії словом розум (ум Божий) перекладається те, що в церковнослов'янській позначено як серце (лат. cor) (Ізе 28:2). Проте термін розум (оумъ, лат. sensum) зустрічається і в церковнослов'янському перекладі Біблії (1Кор 2:16; 1Кор 14:20; Фил 4:7). Розум (лат. mens) протиставляється духу як здатність розуміння (1Кор 14:14).
Українське слово «розум» в перекладній літературі часто використовується як переклад санскритських термінів манас і чітта, англійського mind і німецьких термінів geist (дух). До латинських синонімів можна віднести «інтелект» (від лат. intellectus — розуміння, пізнання) — розум, розсудок, розумові здібності: вчитися з досвіду, пристосовуватися, адаптуватися до нових ситуацій, застосовувати знання, щоб керувати довкіллям або мислити абстрактно.

## Параметри «розуму»
До параметрів, що формують відмінні особливості інтелектуальної системи людини, відносять:
- об'єм робочої пам'яті, здатність до прогнозування, діяльності за допомогою знарядь, логіки[8],
- багаторівневу (6 шарів нейронів) ієрархію системного відбору цінної інформації[9],
- свідомість[10],
- пам'ять[11].

Виділяють біофізичні параметри «інтелектуальної енергетики»: кількість інформації, прискорення (частота, швидкість) і відстань її передачі, — з об'єднанням їх у «формулу інтелекту»
.
Людвіг фон Мізес один з основоположників Австрійської школи економіки писав 
Тільки людський розум, який керує діями і виробництвом, є творчим.

## Місце «розуму» у свідомості
У процесах свідомості, що склалася, самоспостереження розрізняє три основні групи явищ :
1. Сприйняття та їх інтелектуальну переробку;
2. Зміни емоційної рівноваги;
3. Вольові імпульси.

Розрізнення це має характер абстракції в тому сенсі, що невідомі стани свідомості, в яких будь-який з цих елементів був би відсутній повністю; але можливість різного кількісного і якісного їх поєднання і неможливість зведення одного з них до інших примушує розрізняти їх так само, як розрізняємо ми в об'єктивних предметах форму і колір, ніколи не спостережувані в чистому вигляді. Перша з основних груп психічних процесів має назву розум, розумової або пізнавальної діяльності. Різноманітність явищ цієї групи і кількісне переважання диференційованих інтелектуальних процесів над процесами обох інших груп вели і нерідко ведуть досі до надмірного розширення об'єму поняття «розум» і ототожненню з ним усієї сукупності явищ свідомості; з іншого боку, та роль, яку в інтелектуальній діяльності культурної людини відіграють найскладніші процеси переробки сприйняття, веде до звуження об'єму поняття, що вносить таку ж плутанину, і ототожнення «розуму» з цими процесами, сукупність яких називається розсудком, розумом (філософія) тощо.
Тричленний поділ отримав в психології загальне поширення завдяки, головним чином, Іммануїлу Канту. Вивчати розумову діяльність можна або в її елементах (сприйняття, увага, асоціації, пам'ять, розсудок, розум (філософія), судження), або оскільки вони об'єднані в індивідуальній психології і характеризують інтелектуальну індивідуальність. Характерна особливість людської свідомості полягає в тому, що з незліченної безлічі явищ зовнішнього світу матеріал для розумових операцій надає тільки мізерна частина — явища, що їх можна сприйняти органами чуття.

## Розум, досвід та органи чуття

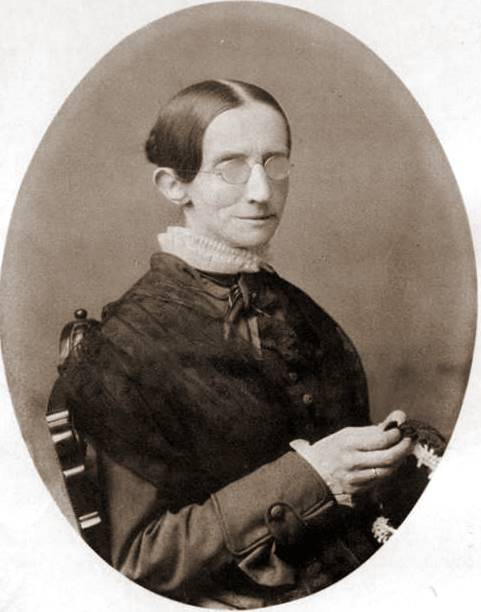
Лора Бріджмен (1829—1889). Внаслідок скарлатини у віці двох років утратила зір, слух, частково почуття смаку і Нюху. Навчилася грамоті, вела щоденник, писала вірші. Її доля увійшла до історії як один з перших задокументованих випадків успішного навчання сліпо-глухих людей.

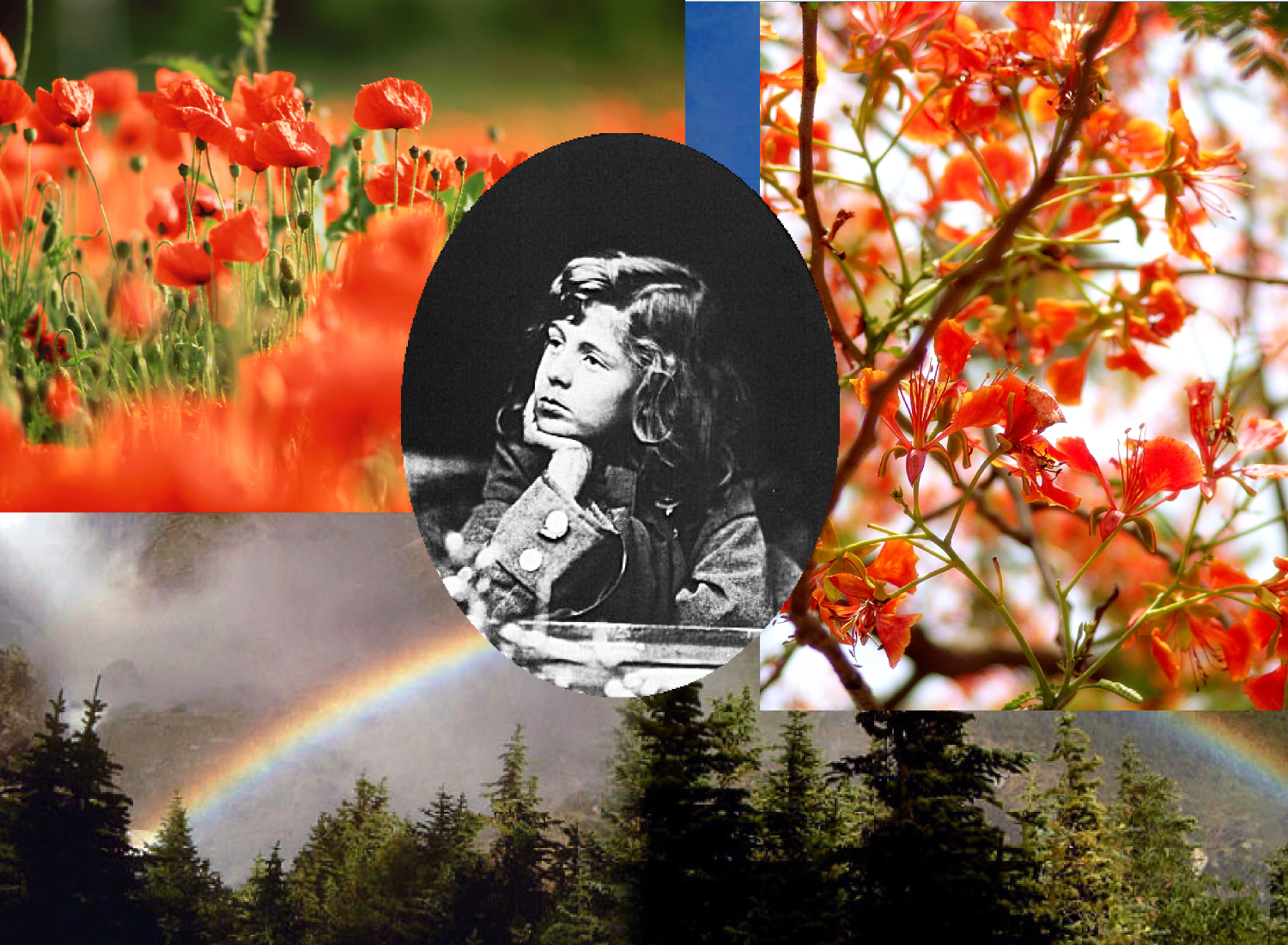
Кімната Мері — філософський уявний експеримент, що його запропонував австралійський філософ Френк Джексон. У ньому робиться спроба спростувати фізикалістські уявлення про розум.

Можна уявити собі душевний світ, область сприйняття якого обмежена майже виключно дотиковими враженнями (сліпа і глухоніма Лора Бріджмен); за цих умов можливе утворення досить складних уявлень, але душевне життя вирізнятиметься винятковою однобічністю. З-поміж зорових і слухових сприйняттів, більше значення для розумового розвитку мають, мабуть, останні, внаслідок їх тісного зв'язку зі звуковою промовою, завдяки якій людина може використовувати розумовий досвід, що його накопичили попередні покоління: глухонімі, які не отримали освіти, залишаються все життя на рівні недоумкуватих навіть у тому випадку, коли глухота не залежить від загальнішого ураження мозку.
Але й при повній неушкодженості органів чуття не всі враження, які на них діють, входять у людську свідомість як матеріал, придатний для подальшої розумової переробки. Велика частина отримуваних щодня вражень для цього занадто неясні й розпливчаті. Для того, щоб вони стали сприйняттями, потрібні, окрім умов фізіологічного характеру, умови інтелектуальної властивості, що визначають інтелектуальну індивідуальність. Враження стають ясними сприйняттями тільки у тому випадку, якщо вони зустрічають у свідомості людини свого роду резонатори, у вигляді образів пригадування, що містяться в ній, спільне збудження яких посилює чуттєве подразнення (апперцепція). Людина, незнайома з рослинним світом, отримає при розгляді квітки дивовижно мізерну кількість сприйняттів, як порівняти з ботаніком. Те ж спостерігають на собі неспеціалісти при відвідуванні, наприклад, виставки машин. Одиничні сильні враження можуть при цьому ще проникати у свідомість, але вони в ній не затримуються і не засвоюються, оскільки не вступають у зв'язок з нашими уявленнями і поняттями і залишаються без наслідків в сенсі подальшої розумової переробки.
У такому становищі, стосовно усієї області зовнішніх вражень, перебуває свідомість дитини одразу після її появи на світ. Поки враження зовнішнього світу не утворили ще ніяких міцних слідів для спогадів, доти не виникає і та тканина психологічних відношень, в якій усі подальші враження негайно ж сплітаються з розумовими надбаннями попереднього часу. Навіть тоді, коли враження, що часто повторюються, створили вже у свідомості дитини міцні сліди, число її сприйняттів вирізняється великою бідністю й однобічністю, відповідно до нечисленності і одноманітності її спогадів. Так само є мізерними і односторонніми сприйняття дикуна. Освіта і наука підвищують нашу сприйнятливість до зовнішніх вражень, створюючи в нашій свідомості суголосся з найрізноманітнішими враженнями від зовнішнього світу. Найважливішим наслідком впливу наявного запасу уявлень на процес сприйняття є можливість вибору між враженнями, що діють на нас. Зміст свідомості дитини перебуває в повній залежності від випадковостей її навколишнього оточення; на неї діють в кожен цей момент лише найбільш сильні подразники, незалежно від внутрішнього зв'язку явищ.
У дорослих навпаки процес сприйняття все більш і більш підкоряється схильностям кожного, що складаються з особистого душевного досвіду. Людина сприймає переважно ті враження, які знаходять відгомін в накопичених нею уявленнях і їх асоціаціях; кожен крок в цьому напрямі прогресивно посилює чутливість, а отже, зрештою, найменший натяк на близьке нашому інтелектуальному світу враження викликає ясне і виразне сприйняття. Таким чином підтримується єдність людської особистості, створюється інтелектуальна індивідуальність. Зі сказаного зрозуміло, що визначний вплив на увесь хід нашого розумового життя робить пам'ять.

## Розум і пам'ять
Поширене уявлення, що не пов'язує розвиток пам'яті з розумовим розвитком, ґрунтується на непорозумінні. Наші спогади не лише утворюють ту мережу, в яку вплітаються нові враження, але частково визначають вибір тих сприйняттів, які увійдуть до нашої свідомості як оновлювальний матеріал, і того місця, яке вони займуть в загальній мережі психологічних стосунків. Вони впливають не лише на кількість, але й на якість отримуваних сприйняттів. Сучасна цивілізована людина бачить у фетиші не те, що бачить у ньому африканський дикун з первісного племені; апперцепований об'єкт змінюється під впливом «апперцепувальної маси», як і сам він її видозмінює, з'єднуючись з нею. Послаблення пам'яті в старості або під впливом прогресивного паралічу веде до розпаду розумового життя й втрати інтелектуальної індивідуальності: особа стає безпорадною жертвою випадкових найсильніших вражень моменту, що не поєднуються один з одним і залишаються без подальшої переробки.
Те протиставлення пам'яті розумовому розвитку, про яке було згадано, ґрунтується на ототожненні пам'яті взагалі з деякими спеціальними її видами. Звичка до абстрактного мислення може, наприклад, послаблювати конкретні спогади, тому що відвернення і полягає в тому, що в процесі складної і різнорідної асоціації уявлень відпадають їх конкретні риси; на крайніх ступенях цього процесу конкретні риси можуть бути навіть відсутніми абсолютно і бути заміщеними символом або знаком. На цих східцях можливе те явище, яке Гете охарактеризував словами: нім. «Wo die Begriffe fehlen, da stellt ein Wort zur rechten Zeit sich ein», тобто виникнення ідей, позбавлених всілякої конкретної основи у формі конкретних образів, спогадів, — підводний камінь, об який так часто розбивалися філософські умогляди. Непотрібно, проте, виводити звідси висновок несприятливий для пам'яті взагалі; навпаки, абстрактне мислення припускає наявність складного і різнорідного комплексу спогадів.

## Розум і увага

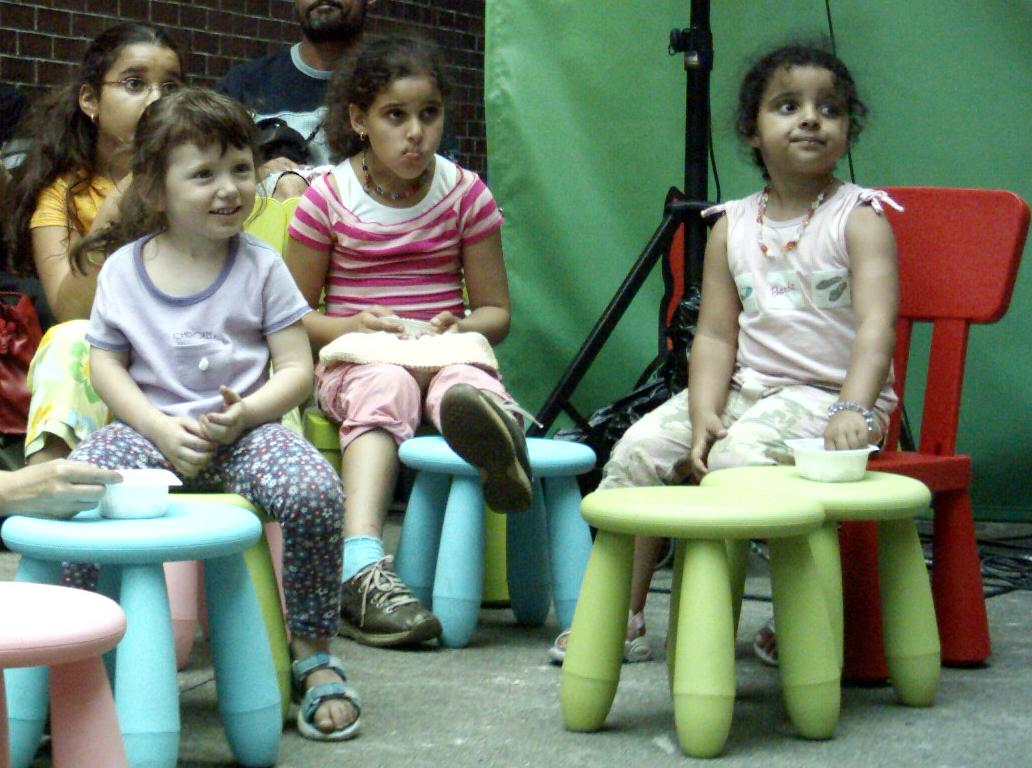
Діти в стані уваги. Увага виявляє істотний вплив на перебіг розумової діяльності, підвищуючи нашу здатність сприймати.

Іншим важливим чинником, що впливає на перебіг розумової діяльності, є увага. Вона робить вплив вже на процеси сприйняття, підвищуючи нашу сприйнятливість до тих вражень, на які вона спрямована. Ще значнішою є її роль в процесах переробки сприйняттів. Якщо сприймаються тільки враження, що знаходять собі відгомін в апперципувальній масі нашої свідомості, то зв'язок цей у будь-якому разі обопільний, і сприйняття пожвавлюють в нашій свідомості тільки суголосні сліди колишнього душевного досвіду. Подібних суголосних слідів в розвиненій свідомості кожне сприйняття знаходить так багато, що мимовільна течія уявлень, що виходять з них, може приймати украй різноманітний і іноді абсолютно безладний характер.
Останнє спостерігається в тих випадках, коли, під впливом втоми, ми «даємо повну волю» нашим асоціаціям уявлень; у свідомості проносяться тоді хаотичні уривки уявлень, сполучені між собою часто тільки випадковим зовнішнім зв'язком, які заводять нас так далеко від початкового пункту наших роздумів, що, зробивши зусилля над собою для огляду пройденого нами шляху, ми стаємо у безвихідь перед зигзагами наших уявлень.
В ще різкішій формі це спостерігається при «вихорі ідей» у психічнохворих. Увага вносить в плин наших уявлень планомірність; невідомим нам ближчим шляхом вона, за посередництва суголосних з цим сприйняттям «резонаторів», посилює усе те, що відповідає планам, бажанням і потребам особи і таким чином створює для течії уявлень певні рамки. Стійкість уваги, здатність до її зосередження залежить, мабуть, перш за все від емоціональної характеристики особи, глибини і стійкості її емоцій, — а останнє визначається існуванням у свідомості потужної, тісно об'єднаної групи уявлень та ідей. Цим, ймовірно, пояснюється те, що здатність до глибокого зосередження уваги часто можна побачити у «вузьких» і «однобічних» людей.
Поєднання здатності до стійкої уваги з широтою і різнобічністю ідейного змісту свідомості дає геніїв. Помилка, що її часто здійснюють люди, які говорять про «неуважність» вченого і про «неуважність» дитини, що відволікається від навчання через найменшу дрібницю, походить від змішування двох прямо протилежних явищ: в останньому випадку проявляється повна нездатність зосередити на чомусь увагу (явище, що часто буває й у дорослих під впливом втоми), в першому — таке глибоке зосередження уваги на внутрішній роботі, що не пов'язані з нею предмети не в змозі досягти свідомості. На вищих щаблях цього стану перед розумовою роботою, яка заповнює усю свідомість, може відступити на задній план навіть смертельна небезпека (приклад: передсмертні хвилини Архімеда).

## Розум і втомлюваність
Важливим моментом, що визначає перебіг розумової діяльності, є «втомлюваність» особи. Вона дуже велика у недоумкуватих, ідіотів, при старечому розпаді розумового життя. Вона зменшується під впливом вправ, проявляється менш помітно під час діяльності в знайомих галузях, але як показали новітні дослідження, — має, подібно до пам'яті й уваги, різко індивідуальний характер і входить в характеристику інтелектуальної індивідуальності як одна з істотних її ознак. Особливий вид стомлюваності ми маємо в тих випадках, коли вона прямо пов'язана з підвищеною вразливістю: ці випадки і привели до виникнення теорії, що ототожнює геній з психозом, оскільки геніальність часто супроводжується різко вираженою невра- і психастенією. Залежачи від посиленої вразливості і знаходячи в останній собі поправку, ця стомлюваність не виключає — за сприятливих умов — можливості великої за своїм обсягом роботи.

## Розум і емоції
На емоції інтелектуальна діяльність виявляє стримувальний вплив; уявлення, сполучене з яскравою емоцією, вступаючи в асоціацію з іншими низками уявлень, знаходить серед них уявлення, пов'язані з іншими відчуттями, тими що нейтралізують до певної міри первинну емоцію. Але разом з тим вона поглиблює їх: якщо з одним з членів складної асоціації пов'язана пережита нами колись емоція, то чим різноманітніша і складніша асоціація, тим частіше з найрізноманітніших приводів виникатиме у нас в пам'яті спогад про цю емоцію. Поширене уявлення про те, що «освіта не робить людей щасливішими» має, тоді підставу, якщо критерієм щастя вважати безпосередню життєрадісність, а не інтенсивність і повноту душевного життя: дикуни і діти, з їх нерозвиненою пам'яттю, безпосередніші й життєрадісніші, ніж освічена людина, що зберігає спогади про минулі страждання, що забарвлюють відтінком смутку і турботи думки про майбутнє. Емоції перших яскравіші, але більш поверхові. У якісному відношенні інтелектуальна діяльність впливає особливо на розширення симпатичних відчуттів; вплив її в цьому відношенні такий різкий, що відому формулу: «Все зрозуміти, означає все пробачити», можна було б з повним правом парафразувати так: «Все пізнати, означає все полюбити».
Інтелектуальна діяльність супроводжується особливими «інтелектуальними емоціями». Подібно до інших вищих емоцій, інтелектуальні емоції поступаються за своєю інтенсивністю нижчим у момент їх появи, але характеризуються незрівнянно більшою здатністю до відновлення. Супроводжуючи майже безперервно наше мислення впродовж усього життя, вони у особи з широко розвиненою розумовою діяльністю надають основному фону душевного настрою стійкість і рівність і можуть зникнути тільки під впливом виключно важких потрясінь, що надламують психічну індивідуальність. Розумова діяльність різко затримує нашу реакцію на зовнішні враження. У цій затримці і сенс її виникнення в філогенезі органічного світу, як одного з механізмів пристосування організмів до складнішого середовища. Окрім простих вражень, що викликають навіть у сучасної людини прості рефлекси (рефлекторний кашель при попаданні в дихальне горло чужорідного тіла, рефлекторне блювання і т. д.), на організм діють явища, що складаються з ряду послідовних вражень.
Функція розумової діяльності і полягає в тому, щоб затримати реакцію під час дії першого з цих вражень, дати можливість подіяти наступним враженням, дати можливість поєднуватися новим сприйняттям зі спогадами про колишній досвід і виробити доцільну і планомірну реакцію. Вироблені за посередництва свідомості складні ряди реакцій на складні ряди вражень перетворюються завдяки навичці в інстинктивні, тобто такі що протікають настільки швидко, що зазвичай вони не проникають у свідомість і підходять до типу рефлексу. Розумовій діяльності настільки властива схильність до затримки реакцій, що при односторонньому напрямі душевного розвитку тільки у бік виховання розуму, легко виникають явища «паралічу» або, вірніше, «недорозвинення волі».
Джерела розуму з'являються нерідко із найнеочікуваніших місць. Виявляється, що амінокислота триптофан добре транспортується з кишкИ до мозку разом із фруктозою. Триптофан є будівельним матеріалом для серотоніну — нейромедіатору гарного самопочуття. За дефіциту або надлишку фруктози можуть виникати депресивні стани[джерело?]. Прекурсор 5-гідроокситриптофан є попередником у синтезі серотоніну.
Інстинктивно-гормональна регуляція відіграє значну роль у суспільному житті, у тому числі при вирішенні індивідами позиційних задач, роблячи життєдіяльність жорстко (тотально) залежною від біоритмів гормонів, коливань їх концентрації у часі в організмі[джерело?]. Серотонін виробляється, коли виникає повага з боку оточуючих і викликає почуття комфорту.

## Розум і воля
Нормальний ряд психічних процесів (сприйняття, інтелектуальна переробка, вольова реакція) часто не здійснюється в повному обсязі або під впливом пасивної мрійливості, або внаслідок того, що виховання замінює самодіяльність дисципліною і ставить рефлекторне виконання наказу на місце вольового акту, що витікає з інтелектуальної роботи особистості. Звідси може статися те дивне роз'єднання інтелектуальної і вольової сфер, яке так часто вражало моралістів і знайшло собі вираження у відомому вірші: «vidéo meliora proboque, deteriora sequor» («Бачу і схвалюю краще, а слідую гіршому», Овідій, «Метаморфози»). Дії особи визначають при цьому переважно звички, що набули інстинктивного характеру, і не мають опори у її інтелектуальному світі, знаннях, переконаннях і поглядах. Перехід інтелектуального процесу у вольовий імпульс можливий тільки при значній енергії першого, тому подібне явище можна побачити навіть у людей з розвиненою волею в моменти втоми і є одним із стійких симптомів неврастенії, що відбивається не стільки на якості, скільки на енергії розумових процесів.

## Розум і еволюція життя
У поєднанні концепцій теорії біологічної еволюції та когнітивних здібностей у філософа Деніела Деннета народилась концепція стадіальності розвитку розумових здібностей організмів в процесі їхньої еволюції та відносно реакції на зовнішнє середовище, так звана «вежа Деннета». Земні живі істоти можна умовно поділити на 4 класи:
- Дарвінівські істоти. Когнітивні здібності відсутні. Розвиток обумовлений лише природним відбором, тобто виживають найбільш придатні фенотипи до конкретних умов навколишнього середовища[17]. Це усі примітивні організми: віруси, бактерії, археї, протисти тощо.
- Скіннерівські істоти. Можуть приймати рішення на основі власних відчуттів і досвіду. На їхню еволюцію і розвиток мають вплив не лише задані генами властивості і зовнішні фактори, але й відносна успішність прийняття рішень за час їхнього життя. Ефективність таких організмів вище, ніж дарвінівських, бо їхнє життя сповнене можливостей спроб і помилок, підкріплених реакцією зовнішнього середовища[17]. До таких істот відносять більшість багатоклітинних організмів, що розмножуються за допомогою сексу: від голкошкірих до деяких примітивних ссавців.
- Попперівські істоти. Живі організми з вищою нервовою системою, що допомагає їм не тільки варіативно реагувати на зовнішні фактори середовища (до якого також відноситься і внутрішні тканини й окремі органи, що можуть мати протилежні «цілі» та «бажання» під час власного функціонування), але й умовно передбачувати наслідки прийняття того чи іншого рішення, прогнозувати перебіг подій. Під час власного життя такі організми, накопичуючи досвід, становляться своєрідними базами даних не тільки подій, що вже відбулися, але й таких, що тільки могли відбутися, або навіть ніколи не могли відбутися в реальності. На цьому щаблі з'являється можливість відбору не фенотипів, але гіпотез[18]. До таких істот відносять більшість ссавців та птахів.
- Грегорійські істоти. Це своєрідні «просунуті» попперовські істоти, що можуть обмінюватись інформацією про власний досвід й, на базі отриманих даних, генерувати унікальні ймовірні й неймовірні системи причинно-наслідкових зв'язків[17]. Самі вони при тому можуть ніколи не тільки не мати відповідного досвіду, але й не мати змоги його отримати (від звичайної емоційної емпатії до генерування віртуальних світів). Тобто біологічна еволюція для таких істот проходить стадію сингулярності, коли теоретично вона залежить лише від когнітивних можливостей, якими наділені представники виду. До таких істот відносять людину. Інколи зараховують також людиноподібних мавп, дельфінів, деяких вранових і папуг тощо. Вважається, що на цьому етапі біологічна еволюція припиняється і починається конструювання штучних зовнішніх факторів, організмів та інтелекту.

## Логічна структура розуму
Людвіг фон Мізес у «Людській діяльності» придяляючи увагу логічній структурі мислення, указує:
Жоден з фактів з етнографії та історії не протиричіть твердженню, що логічна структура розуму є єдиною для всіх людей будь-якої раси, будь-якого віку та будь-якої країни.
Фрідріх Гаєк у «Конституції свободи» аналізуючи творчий потенціал вільної цивілізації вказує:
«Концепція, за якою людина свідомо будує свою цивілізацію, випливає з помилкового інтелектуалізму, за яким людський розум відособлений від природи і набуває знань і здатності мислити незалежно від досвіду. Але зростання людського розуму є частиною росту цивілізації; це стан цивілізації в будь-який момент, який визначає межі і можливості людських цілей та цінностей». (С. 32)

## Штучний інтелект
У сучасному житті все більшого значення набувають комп'ютери. Комп'ютери виконують багато завдань краще за людей. З моменту свого винаходження вони краще рахують, а зараз, з розвитком технологій машинного навчання, вони можуть робити і значно більше. Наприклад, за допомогою нейронних мереж можна побудувати програми, що вміють роспізнавати об'єкти на фотографіях краще за людей, або аналізувати великі масиви даних, і визначати важливі закономірності всередині них без допомоги програміста. Машини пишуть картини, вірші і музику. Через це постає питання, чи можна такі машини вже назвати мислячими, або, якщо ні, то коли це можна буде зробити?
В 1950-му році Ален Тьюрінг написав статтю «Обчислювальні машини і розум», в якій він пропонує наступний критерій: машина має вміти поводити себе так само, як поводила б людина. Практична реалізація цього критерію отримала назву "гра в імітацію, " або тест Тьюрінга: судді розмовляють з двома співбесідниками, один з яких є людиною, а інший — комп'ютером. Якщо судді не зможуть визначити, хто є хто, то програма пройшла тест. У 2015 році програма «Соня» змогла переконати 47 % суддів у тому, що вона — людина, тобто цей тест, імовірно, буде пройдений вже найближчим часом.
Пізніше Джон Серль, у своєму подумковому експерименті «Китайська кімната» вступив в полеміку з таким визначенням, показавши, що хороша імітація означає розуміння.[джерело?]
Більш того, цей тест викликає і питання етики і безпеки, оскільки тест передбачає спроби навчити комп'ютер обманювати людину.
З іншого боку, тест дуже антропоцентричний. Якщо інші типи розумів — іншопланетні або тваринні, будуть проходити його, то, ймовірно, він не буде пройдений ними.
Через це запропоновані інші методики (принцип яких, тим не менш, схожий на тест Тьюрінга), що дозволили б визначити справжнє розуміння комп'ютером світу:
- Тест Лавлейс — перевірка на творчість. Комп'ютер має створити витвір мистецтва, такий, що судді не змогли б визначити, чи людина чи машина його створили.
- Тест IKEA — перевіряє машину на розуміння матеріального світу. Робот має за інструкцією зібрати деяку конструкцію, наприклад з кубиків Lego, або деталей меблів IKEA.
- Візуальний тест — машина має описати дану їй картинку, так, щоб судді не могли відрізнити, де опис, даний комп'ютером, а де — людиною.
- Схеми Вінограда — тест на основі розроблених Віноградом схем. Він включає питання, відповіді на які є простими для людей, і складними для машин. Наприклад: «Здобич не влізла в коричневу валізу, тому що вона була завелика. Що було великим — валіза чи здобич?»
- Тест Маркуса — машина має визначити смішні моменти, що були у деякому відео (наприклад, серії Сімпсонів)

та інші.